# اوزین
اوزین (به روسی: Узин) شهری در استان کیف در کشور اوکراین است. بر پایۀ سرشماری سال ۲۰۰۱، جمعیت این شهر ۱۳٬۲۱۷ نفر بوده است.